# Jon Sieben
Jonathan Scott Sieben, detto Jon (Brisbane, 24 agosto 1966), è un ex nuotatore australiano.
Specializzato nello stile farfalla, ha vinto due medaglie, di cui una d'oro nei 200 m farfalla, alle olimpiadi di Los Angeles 1984.

## Carriera
Sieben debuttò appena quindicenne ai Giochi del Commonwealth di Brisbane nel 1982, dove vinse un oro nella staffetta 4x100 stile libero e il bronzo nei 200 delfino.
Il 4 agosto 1984 era il giorno della finale dei 200 farfalla alle Olimpiadi di Los Angeles, il favorito era da tutti considerato Michael Gross, nuotatore tedesco alto 2 metri e soprannominato l'Albatross, che in quei giochi aveva già vinto i 200 stile libero e i 100 farfalla ed era il primatista del mondo in quella che era ritenuta la sua distanza preferita.
Sieben, alto solo 173 cm, passò solo quarto ai 150 metri, dietro a Gross, a Pablo Morales e a Rafael Vidal, prima di prodursi in una irresistibile rimonta finale dove non solo sorpassò Morales e Vidal, ma anche Gross, vincendo l'oro e strappando anche, allo stesso Gross, il record del mondo per un centesimo, col tempo di 1'57"04, migliorando di oltre 4 secondi il proprio personale che aveva prima dei Giochi. In quelle olimpiadi vinse anche il bronzo con la staffetta 4x100 mista.
L'anno seguente Sieben vince la medaglia d'oro alle Universiadi e quella d'argento ai Giochi PanPacifici, argento che bisserà ai PanPacifici del 1987. In seguito non riuscì più a ripetere i tempi del 1984 sui 200 farfalla, alle Olimpiadi di Seul termina quarto nei 100 farfalla ma non viene selezionato per i 200. Partecipa anche alle Olimpiadi di Barcellona nel 1992 dove però non riesce ad arrivare nella finale dei 100 farfalla, classificandosi decimo.

## Palmarès
- Giochi olimpici

Los Angeles 1984: oro nei 200 m farfalla e bronzo nella staffetta 4x100 m misti.
- Giochi PanPacifici

1985 - Tokyo: argento nei 100 m farfalla.
1987 - Brisbane: argento nei 100 m farfalla.